# صموئيل ك. هايد
صموئيل ك. هايد (بالإنجليزية: Samuel C. Hyde)‏ هو محامي وسياسي أمريكي، ولد في 22 أبريل 1842، وتوفي في 7 مارس 1922 في سبوكين في الولايات المتحدة. حزبياً، نشط في الحزب الجمهوري. وقد انتخب عضو مجلس النواب الأمريكي.